# Превеза
Пре́веза (греч. Πρέβεζα) — город в Греции на побережье залива Амвракикос. Административный центр периферийной единицы Превеза и общины Превеза в Эпире. Население 19 042 жителя по переписи 2011 года.

## Этимология
В 1914 году филолог профессор Макс Фасмер в исследовании «Славяне в Греции» связал происхождение топонима с общеславянским «перевоз». В древности город действительно был одной из отправных точек перевозок по Ионическому морю. Петрос Фуркис (Πέτρος Α. Φουρίκης) также указал на наличие в албанском морфемы prevëzë-za в смысле перевозки. Альтернативная трактовка (Панайотис Аравандинос, Παναγιώτης Αραβαντινός) связывает топоним с итальянским prevesione в смысле пищевых припасов, провизии.

## История
В 290 году до н. э. царь молосцев Пирр основал город Береники (Βερενίκη), названный в честь Береники I, матери его жены Антигоны, в районе современной деревни Михалицион (Μιχαλίτσιον) в 10 километрах к северу от Превезы. В 168 году до н. э. город был захвачен и разрушен римлянами под началом Эмилия Павла.
2 сентября 31 года до н. э. состоялось морское сражение при Акциуме, названное по мысу Акциум на другой стороне пролива Превеза и ставшее решающим в последней войне Римской республики. После победы Октавиан Август основал Никополь, руины которого находятся в 8 километрах к северу от центра Превезы. После Скифской войны III века Никополь пришел в упадок. Окончательно Никополь был разрушен болгарами в X—XI веках.
В XI веке появляется рыбацкая деревня Превеза. Впервые Превеза упоминается в 1292 году.
В 1204 году в ходе четвёртого крестового похода создано Эпирское царство. В 1358—1416 годах Превеза входит в Артский деспотат.

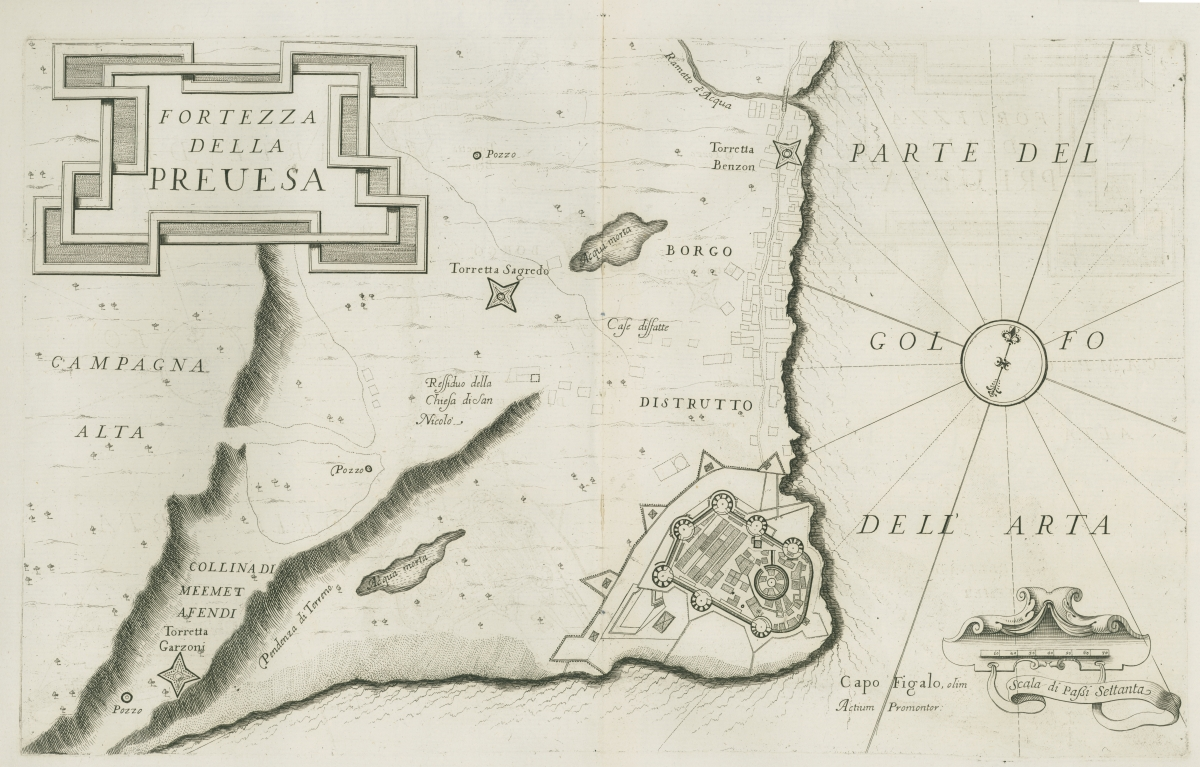
Замок Бука. Художник Коронелли, 1687

В правление Мехмеда II (1451—1481) в 1477 году Превезу захватили турки. В 1495 году они укрепили замок Бука.
28 сентября 1538 года состоялось сражение у Превезы между флотом Священной лиги и османским флотом, закончившееся победой Хайреддина Барбароссы.

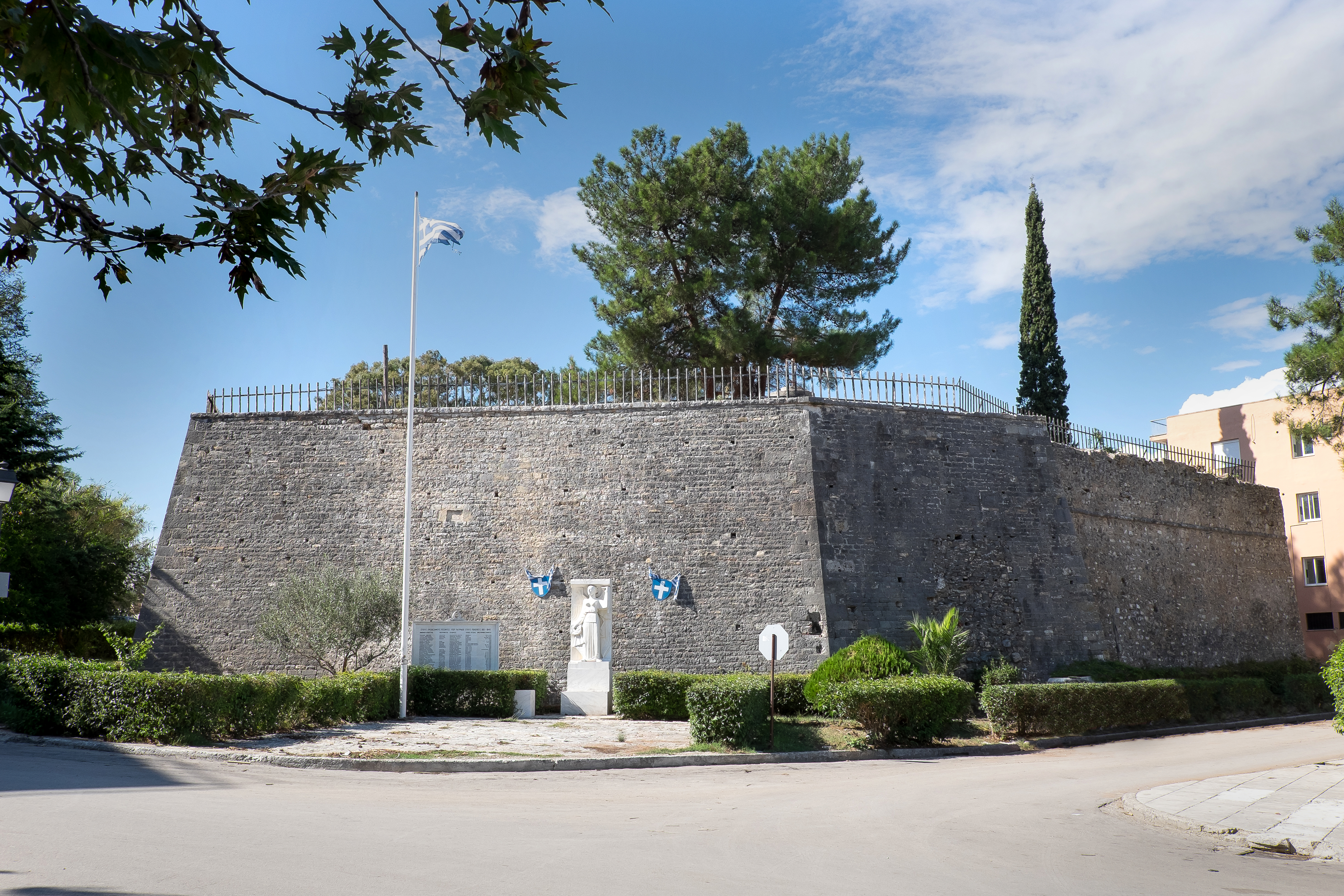
Юго-восточный бастион замка Святого Андрея

В ходе турецко-венецианской войны в сентябре 1684 года венецианцы под началом Франческо Морозини захватили Превезу. По Карловицкому миру 1699 года Превеза в 1701 году была возвращена туркам, после того как замок Бука был взорван. В августе 1702 года был построен замок, ныне известный как замок Святого Андрея.

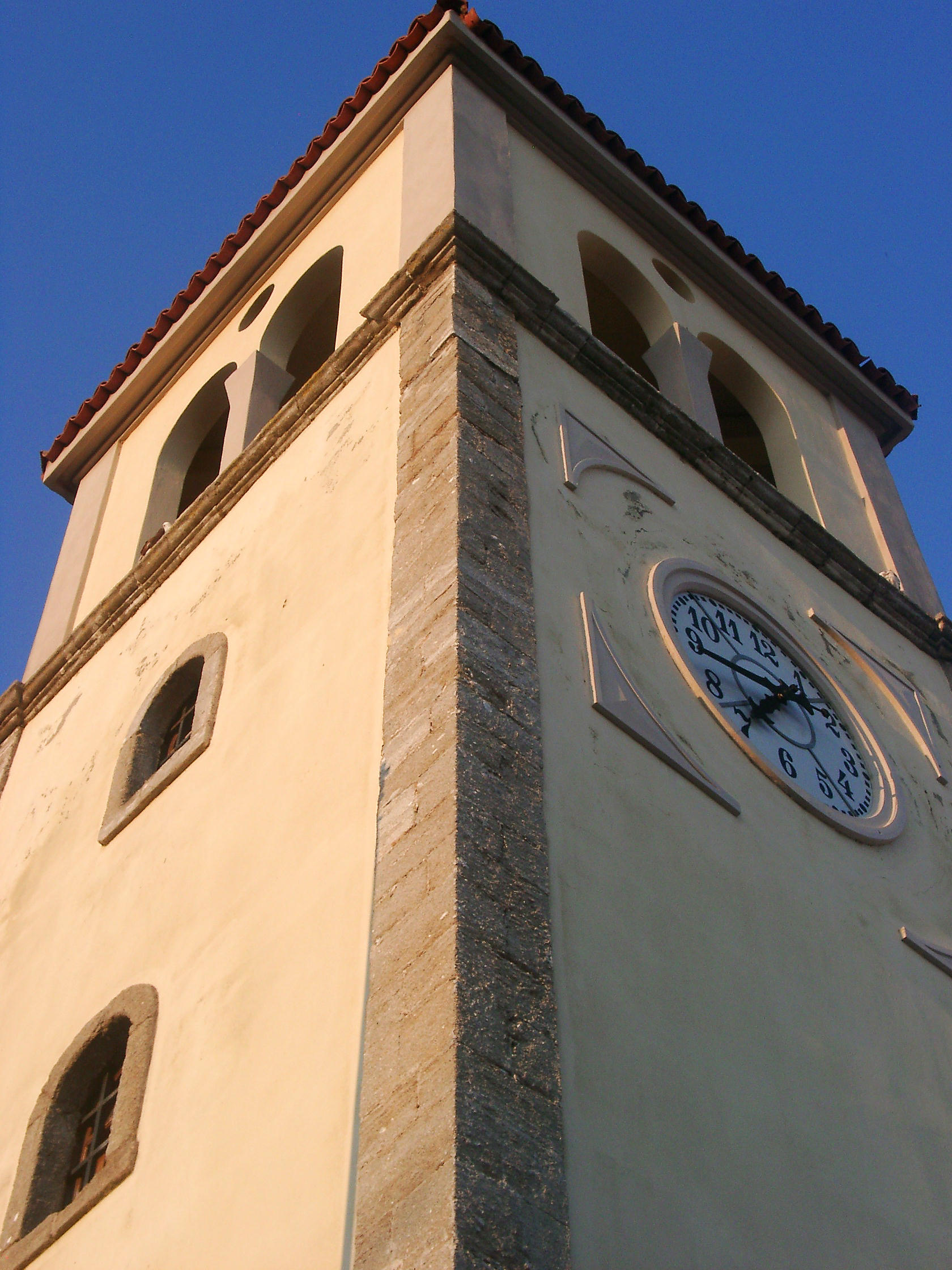
Венецианская часовая башня (1752)

В ходе следующей турецко-венецианской войны в октябре 1717 года венецианцы захватили Превезу. По Пожаревацкому миру 1718 года она отошла им. Венецианцы перестроили замок. Мечеть в центре замка перестроили в католическую церковь Святого Андрея. В 1752 году построена часовая башня.

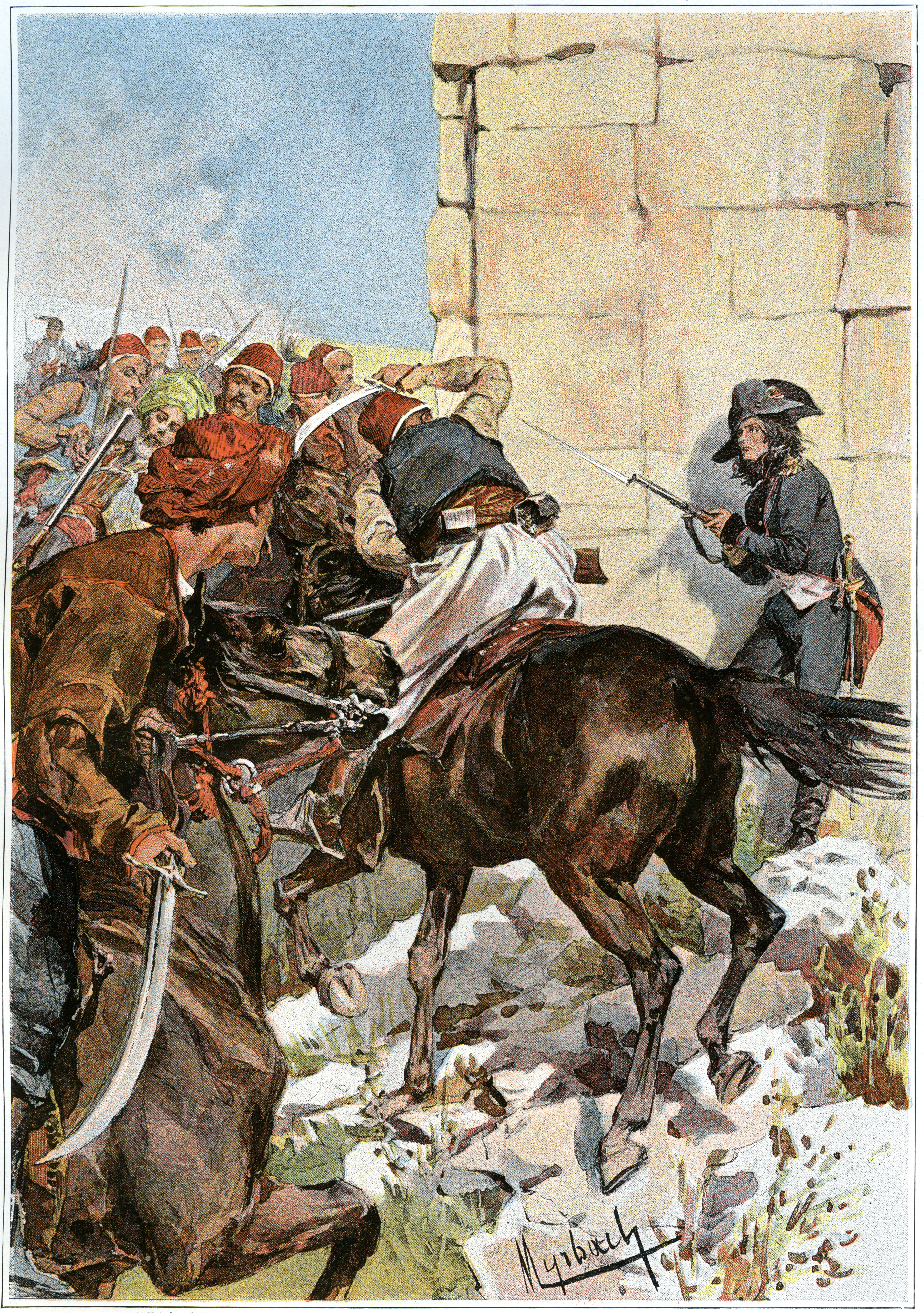
Лейтенант Ричмонд сражается с албанскими всадниками во время битвы при Никополе в октябре 1798 года. Фелициан Мирбах, 1894

По Кампо-Формийскому миру Превеза перешла Первой французской республике. В город прибыл гарнизон из 280 гренадеров. 12 октября 1798 года французы и их союзники были перебиты в битве при Никополе превосходящим турецким войском под началом Али-паши.
По Люневильскому миру 1801 года Превеза отошла Турции. Али-паша перестроил и укрепил замок.
В 1863—1912 годах Превеза была центром одноименного санджака.
В ходе Первой Балканской войны 21 октября (3 ноября) 1912 года Превеза освобождена греческой армией.

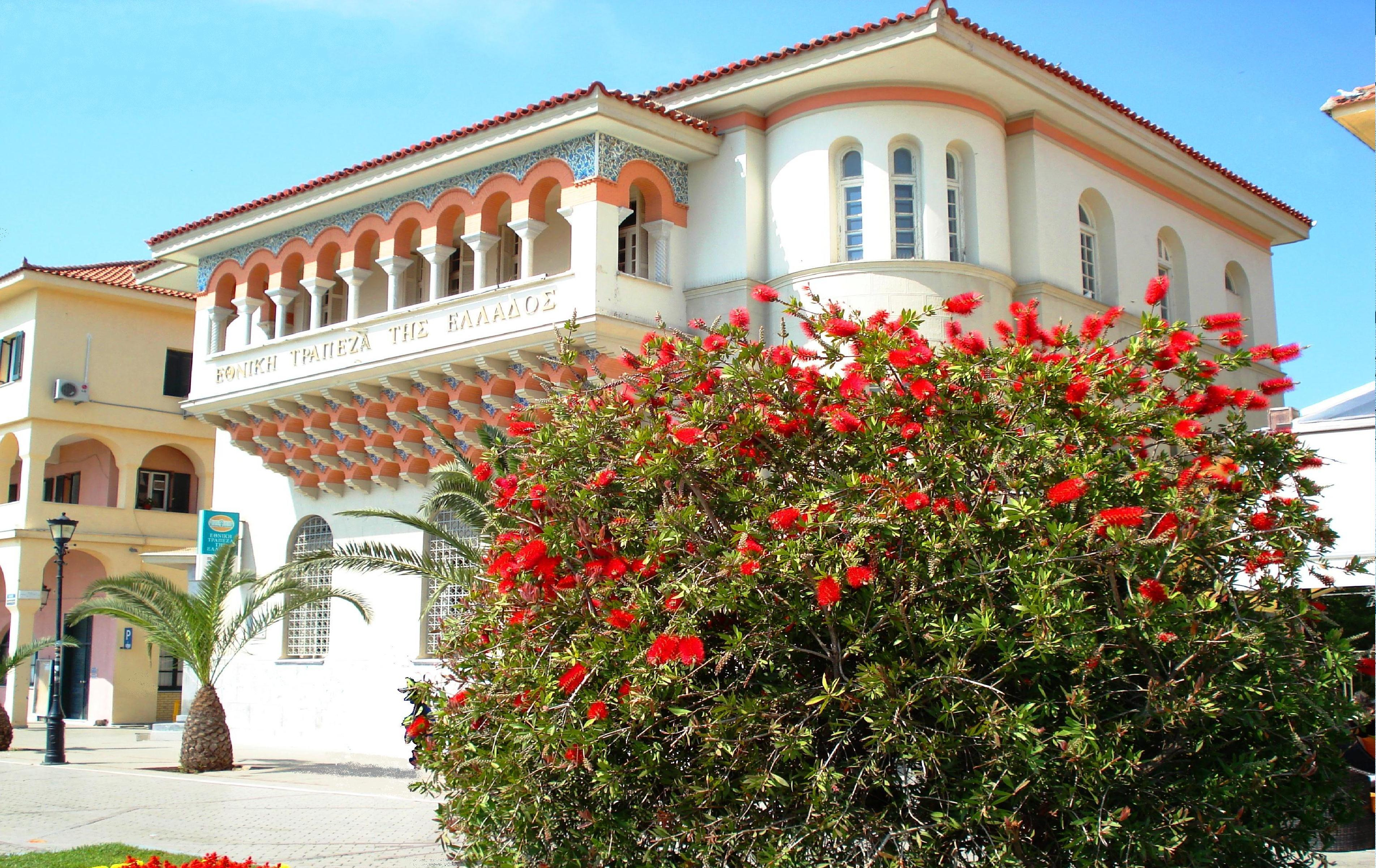
Здание Национального банка Греции (1931) в Превезе

На аэродроме Превезы базировалась греческая военная авиация, в действиях которой отличился лётчик Николай Сахов. Официально Превеза перешла Греции по Лондонскому мирному договору 1913 года.

## Транспорт
Подводный тоннель Актион — Превеза длиной 910 метров под проливом Превеза, построенный в 2002 году и являющийся частью европейского маршрута E952, соединил Превезу с селом Актион на одноимённом мысе в общине Актион-Воница в периферийной единице Этолия и Акарнания в периферии Западная Греция.
В Актионе находится государственный аэропорт «Актион» (ИАТА: PVK, ИКАО: LGPZ).

## Образование
Существует филиал Технологического учебного института Эпира (Τεχνολογικό Εκπαιδευτικό Ίδρυμα Ηπείρου) с центром в Арте.

## Общинное сообщество Превеза
В общинное сообщество Превеза входят пять населённых пунктов. Население 20 795 жителей по переписи 2011 года. Площадь 31,526 квадратного километра.
| Наименование | Население (2011), человек |
| ------------ | ------------------------- |
| Айос-Томас   | 460                       |
| Каламици     | 89                        |
| Неохорион    | 274                       |
| Превеза      | 19 042                    |
| Псатаки      | 930                       |

## Население
| Год  | Население, человек |
| ---- | ------------------ |
| 1991 | 14 421             |
| 2001 | 16 894             |
| 2011 | ↗ 19 042           |

## Известные уроженцы
- Теодорос Гривас (1797—1862) — участник освободительной войны 1821-30 годов, генерал, возглавил впоследствии восстание против короля Оттона.
- Джемиль Дино (1894—1972) — албанский политик и дипломат.
- Афанасия Цумелека (1982) олимпийская чемпионка 2004 года (спортивная ходьба 20 км).